# Bonus vz. 85
"BOjový útočný NŮž Speciální" neboli BONUS byl určen jako osobní zbraň a víceúčelový nástroj pro jednotky speciálního a hloubkového průzkumu československé armády. Nůž umožňuje bodat, sekat, řezat jak rovným tak pilovitým ostřím a vést údery paticí ručky.

## Vývoj
BONUS byl vyvíjen v letech 1983-85 podnikem Aquacentrum Praha jako nástupce zastaralého nože Piloun, který používali potápěči policie, armády a svazarmu. Svým zadáním neměl nahradit již zavedený UTON, ale zmodernizovat výzbroj u jednotek hloubkového a speciálního průzkumu. Čepel nože je z kvalitní houževnaté ocele AK5, je plochá oboustranně broušená a na jedné straně s pilovitým ostřím. Na konci nože je průvlek na pojistnou šňůrku. Rukojeť je vyrobena z gumoplastu a boční plochy rukojeti jsou zdrsněny příčnými zářezy. 
Armádní verze nože BONUS byla s ostrou špicí a čepel byla mořena, aby neodrážela světlo a neleskla se. Bonus se vyráběl i pro civilní trh a lišil se tím, že měl tupou špici, která se dala při potápění použít jako dláto, šroubovák, rýč atd. Pozor i "civilní" verze nože BONUS s tupou špicí se používala u armády pro potřeby ženijního průzkumu. Tento nůž byl uložen v gumové pochvě v ženijních soupravách pro těžké potápění. Existovala verze i pro záchranáře, která měla lesklou čepel s ostrou špicí a lišila se jen tím, že měla červenou gumovou rukojeť (tento typ je dnes velmi málo k vidění). Údajně existovala ještě verze se žlutou rukojetí.
Náročné testy nože prokázaly, že lze bez problémů probodnout dřevěnou desku 15-20 mm silnou nebo ocelový plech 1 mm silný, přeseknout kabel o průměru až 20 mm a nebo proříznout ocelový plech až do 3 mm tloušťky.

## Pochvy
Pochvy k noži BONUS byly vyráběny ve více variantách. Nejznámější a nejpoužívanější je černá gumová pochva s nápisem "aquacentrum". Nejméně známá a používaná je kožená pochva s přírodní kůže hnědé barvy, se kterou byly nože dodávány k armádním zkouškám. Další typ je maskovaná pochva vyrobená z plastu a nylonu, tuto pochvu s noži Bonus vz. 85 má armáda v NZ skladech.

## TTD
- Délka nože: 292 mm
- Délka čepele: 148 mm
- Šířka čepele: 34 mm
- Tloušťka čepele: 3,7 mm
- Hmotnost nože: 270 g
- Ocel: Poldi AK5